# Câu lạc bộ bóng đá Sông Lam Nghệ An mùa bóng 2023
Mùa bóng 2023 là mùa giải chính thức thứ 43 trong lịch sử của câu lạc bộ bóng đá Sông Lam Nghệ An và là mùa thứ 23 liên tiếp đội bóng thi đấu tại V.League 1, giải bóng đá cấp độ cao nhất trong hệ thống giải đấu của bóng đá Việt Nam.

## Đội hình
Ghi chú: Quốc kỳ chỉ đội tuyển quốc gia được xác định rõ trong điều lệ tư cách FIFA. Các cầu thủ có thể giữ hơn một quốc tịch ngoài FIFA.
| Số | VT | Quốc gia | Cầu thủ                   |
| -- | -- | -------- | ------------------------- |
| 1  | TM | Việt Nam | Nguyễn Văn Việt           |
| 2  | HV | Việt Nam | Vương Văn Huy             |
| 3  | HV | Việt Nam | Quế Ngọc Hải (đội trưởng) |
| 4  | TV | Việt Nam | Bùi Đình Châu             |
| 5  | HV | Việt Nam | Lê Văn Thành              |
| 6  | TV | Việt Nam | Hồ Sỹ Sâm                 |
| 7  | TV | Việt Nam | Phạm Xuân Mạnh            |
| 9  | TV | Việt Nam | Nguyễn Trọng Hoàng        |
| 11 | TV | Việt Nam | Trần Mạnh Quỳnh           |
| 14 | TV | Việt Nam | Nguyễn Văn Việt           |
| 15 | TV | Việt Nam | Trần Đình Tiến            |
| 17 | TV | Việt Nam | Trần Nam Hải              |
| 18 | TM | Việt Nam | Nguyễn Văn Hoàng          |
| 19 | TĐ | Nigeria  | Michael Olaha             |
| 20 | TĐ | Việt Nam | Ngô Văn Lương             |

| Số | VT | Quốc gia | Cầu thủ          |
| -- | -- | -------- | ---------------- |
| 21 | TĐ | Việt Nam | Phan Xuân Đại    |
| 22 | TV | Việt Nam | Nguyễn Xuân Bình |
| 23 | TV | Việt Nam | Đinh Xuân Tiến   |
| 24 | HV | Việt Nam | Hồ Khắc Lương    |
| 25 | TM | Việt Nam | Trần Văn Tiến    |
| 27 | TV | Việt Nam | Nguyễn Văn Bách  |
| 28 | TĐ | Việt Nam | Hồ Phúc Tịnh     |
| 30 | HV | Việt Nam | Hồ Văn Cường     |
| 33 | HV | Litva    | Vytas Gašpuitis  |
| 37 | TV | Việt Nam | Đặng Văn Lắm     |
| 66 | HV | Việt Nam | Trần Đình Hoàng  |
| 79 | HV | Việt Nam | Mai Sỹ Hoàng     |
| 86 | HV | Việt Nam | Thái Bá Sang     |
| 98 | TĐ | Bỉ       | Jordy Soladio    |

## Chuyển nhượng

### Chuyển đến
| # | VT | Cầu thủ         | Từ          | Phí   | Ref.  |
| - | -- | --------------- | ----------- | ----- | ----- |
| 1 | HV | Vytas Gaspuitis | FA Šiauliai | Tự do | [ 1 ] |
| 2 | TĐ | Jordy Soladio   | FK Liepaja  | Tự do | [ 1 ] |
| 3 | TV | Nguyễn Văn Bách | Quảng Nam   | Tự do | [ 1 ] |

### Rời đi
| # | VT | Cầu thủ             | Đến                | Phí           | Ref.  |
| - | -- | ------------------- | ------------------ | ------------- | ----- |
| 1 | TĐ | Ganiyu Bolayi Oseni | Chưa có            | Tự do         | [ 1 ] |
| 2 | HV | Hoàng Văn Khánh     | Thép Xanh Nam Định | Tự do         | [ 1 ] |
| 3 | TV | Phan Văn Đức        | Công an Hà Nội     | Không tiết lộ | [ 1 ] |
| 4 | TM | Lê Văn Hùng         | Quảng Nam          | Tự do         | [ 1 ] |
| 5 | TV | Mario Arqués        | Kelantan FC        | Tự do         | [ 1 ] |

## Tiền mùa giải và giao hữu
| 21 tháng 12 năm 2022 | Thép Xanh Nam Định | 1–2 | Sông Lam Nghệ An | Nam Định                   |
|                      |                    |     |                  | Sân vận động: Thiên Trường |

| 24 tháng 12 năm 2022 | Hải Phòng | 0-2 | Sông Lam Nghệ An | Hải Phòng               |
|                      |           |     |                  | Sân vận động: Lạch Tray |

| 11 tháng 1 năm 2023 | Đông Á Thanh Hóa | 0–2 | Sông Lam Nghệ An | Thanh Hóa               |
|                     |                  |     |                  | Sân vận động: Thanh Hóa |

| 14 tháng 1 năm 2023 | Đông Á Thanh Hóa | 3–2 | Sông Lam Nghệ An | Thanh Hóa               |
|                     |                  |     |                  | Sân vận động: Thanh Hóa |

## Mùa giải

### Kết quả tổng quát
| Giải đấu     | Trận đấu đầu tiên | Trận đấu cuối cùng | Vòng đấu mở màn | Vị trí chung cuộc | Thành tích | Thành tích | Thành tích | Thành tích | Thành tích | Thành tích | Thành tích | Thành tích |
| Giải đấu     | Trận đấu đầu tiên | Trận đấu cuối cùng | Vòng đấu mở màn | Vị trí chung cuộc | ST         | T          | H          | B          | BT         | BB         | HS         | % thắng    |
| ------------ | ----------------- | ------------------ | --------------- | ----------------- | ---------- | ---------- | ---------- | ---------- | ---------- | ---------- | ---------- | ---------- |
| V.League 1   | 3 tháng 2, 2023   | -                  | Vòng 1          |                   | 11         | 2          | 6          | 3          | 13         | 15         | −2         | 018,18     |
| Cúp Quốc gia | 1 tháng 4, 2023   | 1 tháng 4, 2023    | Vòng loại       | -                 | 1          | 0          | 1          | 0          | 1          | 1          | +0         | 000,00     |
| Tổng cộng    | Tổng cộng         | Tổng cộng          | Tổng cộng       | Tổng cộng         | 12         | 2          | 7          | 3          | 14         | 16         | −2         | 016,67     |

Cập nhật lần cuối: 7 tháng 6, 2023
Nguồn: Các giải đấu

### Giải vô địch quốc gia
Lịch thi đấu Giải bóng đá Vô địch Quốc gia 2023 được công bố vào ngày 26 tháng 12 năm 2022.

#### Bảng xếp hạng

##### Giai đoạn 1
| VT | Đội                | ST | T | H | B | BT | BB | HS | Đ  | Giành quyền tham dự               |
| -- | ------------------ | -- | - | - | - | -- | -- | -- | -- | --------------------------------- |
| 7  | Thép Xanh Nam Định | 13 | 4 | 7 | 2 | 12 | 13 | −1 | 19 | Tham dự nhóm vô địch giai đoạn 2  |
| 8  | Hồng Lĩnh Hà Tĩnh  | 13 | 4 | 6 | 3 | 20 | 20 | 0  | 18 | Tham dự nhóm vô địch giai đoạn 2  |
| 9  | Sông Lam Nghệ An   | 13 | 3 | 7 | 3 | 14 | 15 | −1 | 16 | Tham dự nhóm trụ hạng giai đoạn 2 |
| 10 | Hoàng Anh Gia Lai  | 13 | 2 | 8 | 3 | 15 | 16 | −1 | 14 | Tham dự nhóm trụ hạng giai đoạn 2 |
| 11 | Khánh Hòa          | 13 | 2 | 7 | 4 | 11 | 14 | −3 | 13 | Tham dự nhóm trụ hạng giai đoạn 2 |

##### Giai đoạn 2 (Nhóm trụ hạng)
| VT | Đội                   | ST | T | H | B  | BT | BB | HS  | Đ  | Xuống hạng                        |
| -- | --------------------- | -- | - | - | -- | -- | -- | --- | -- | --------------------------------- |
| 9  | Sông Lam Nghệ An      | 18 | 6 | 7 | 5  | 19 | 20 | −1  | 25 |                                   |
| 10 | Hoàng Anh Gia Lai     | 18 | 5 | 8 | 5  | 19 | 19 | 0   | 23 |                                   |
| 11 | Khánh Hòa             | 18 | 4 | 7 | 7  | 18 | 22 | −4  | 19 |                                   |
| 12 | Becamex Bình Dương    | 18 | 2 | 9 | 7  | 19 | 23 | −4  | 15 |                                   |
| 13 | Thành phố Hồ Chí Minh | 18 | 4 | 3 | 11 | 21 | 32 | −11 | 15 |                                   |
| 14 | SHB Đà Nẵng (R)       | 18 | 2 | 8 | 8  | 11 | 19 | −8  | 14 | Xuống chơi tại V.League 2 2023–24 |

#### Kết quả tổng quát
| Tổng thể | Tổng thể | Tổng thể | Tổng thể | Tổng thể | Tổng thể | Tổng thể | Tổng thể | Sân nhà | Sân nhà | Sân nhà | Sân nhà | Sân nhà | Sân nhà | Sân khách | Sân khách | Sân khách | Sân khách | Sân khách | Sân khách |
| ST       | T        | H        | B        | BT       | BB       | HS       | Đ        | T       | H       | B       | BT      | BB      | HS      | T         | H         | B         | BT        | BB        | HS        |
| -------- | -------- | -------- | -------- | -------- | -------- | -------- | -------- | ------- | ------- | ------- | ------- | ------- | ------- | --------- | --------- | --------- | --------- | --------- | --------- |
| 11       | 2        | 6        | 3        | 13       | 15       | −2       | 12       | 2       | 4       | 0       | 10      | 7       | +3      | 0         | 2         | 3         | 3         | 8         | −5        |

#### Kết quả từng vòng
| Vòng    | 1 | 2 | 3 | 4  | 5  | 6  | 7 | 8  | 9  | 10 | 11 | 12 | 13 |
| ------- | - | - | - | -- | -- | -- | - | -- | -- | -- | -- | -- | -- |
| Sân     | H | A | H | A  | H  | A  | H | H  | A  | A  | H  | H  | A  |
| Kết quả | D | D | D | D  | D  | L  | W | D  | D  | L  | W  |    |    |
| Vị trí  | 8 | 9 | 9 | 10 | 10 | 11 | 9 | 10 | 11 | 11 | 10 |    |    |

#### Các trận đấu
Thắng  Hòa  Thua
  Chưa thi đấu

##### Giai đoạn 1
| 3 tháng 2 năm 2023 1 - GĐ1 | Sông Lam Nghệ An                                            | 1–1      | SHB Đà Nẵng                                                       | Thành phố Vinh, Nghệ An                                              |  |
| 18:00                      | - Trần Nam Hải 45' - Phạm Xuân Mạnh 80' - Ngô Văn Lương 83' | Chi tiết | - Liễu Quang Vinh 38' - Hà Minh Tuấn 45+1' 87' - Võ Ngọc Toàn 80' | Sân vận động: Vinh Lượng khán giả: 4000 Trọng tài: Nguyễn Trung Kiên |  |

| 7 tháng 2 năm 2023 2 - GĐ1 | Đông Á Thanh Hóa                                                                                                  | 0–0      | Sông Lam Nghệ An                         | Thành phố Thanh Hóa, Thanh Hóa                                         |  |
| 18:00                      | - Nguyễn Trọng Hùng 45' - HLV Velizar Popov 58' - Nguyễn Hữu Dũng 74' - Gustavo Santos 81' - Bruno Cantanhede 89' | Chi tiết | - Thái Bá Sang 32' - Vytas Gašpuitis 69' | Sân vận động: Thanh Hóa Lượng khán giả: 5000 Trọng tài: Trương Hồng Vũ |  |

| 12 tháng 2 năm 2023 3 - GĐ1 | Sông Lam Nghệ An                        | 1–1      | Hải Phòng             | Thành phố Vinh, Nghệ An                                          |  |
| 18:00                       | - Jordy Soladio 12' - Michael Olaha 50' | Chi tiết | - Nguyễn Tuấn Anh 10' | Sân vận động: Vinh Lượng khán giả: 5000 Trọng tài: Hoàng Ngọc Hà |  |

| 17 tháng 2 năm 2023 4 - GĐ1 | Khánh Hòa                                                     | 2–2      | Sông Lam Nghệ An                              | Nha Trang, Khánh Hòa                                                    |  |
| 17:00                       | - Muacir Abdul 60' - Lê Duy Thanh 89' - Jairo Rodrigues 90+4' | Chi tiết | - Jordy Soladio 28' - Michael Olaha 67' 90+1' | Sân vận động: 19 tháng 8 Lượng khán giả: 5.000 Trọng tài: Mai Xuân Hùng |  |

| 07 tháng 4 năm 2023 5 - GĐ1 | Sông Lam Nghệ An      | 1–1      | Becamex Bình Dương | Thành phố Vinh, Nghệ An                                          |  |
| 18:00                       | - Vytas Gašpuitis 76' | Chi tiết | - Bùi Vĩ Hào 38'   | Sân vận động: Vinh Lượng khán giả: 3.000 Trọng tài: Trần Văn Lập |  |

| 11 tháng 4 năm 2023 6 - GĐ1 | Thép Xanh Nam Định                               | 1–0      | Sông Lam Nghệ An    | Thành phố Nam Định, Nam Định                                                 |  |
| 18:00                       | - Nguyễn Phong Hồng Duy 37' - Mai Xuân Quyết 52' | Chi tiết | - Vương Văn Huy 58' | Sân vận động: Thiên Trường Lượng khán giả: 14.000 Trọng tài: Nguyễn Mạnh Hải |  |

| 15 tháng 5 năm 2023 7 - GĐ1 | Sông Lam Nghệ An                                                                                  | 3–1      | Hoàng Anh Gia Lai                     | Thành phố Vinh, Nghệ An |  |
| 18:00                       | - Michael Olaha 3' - Quế Ngọc Hải 25' - Jordy Soladio 36' - Đinh Xuân Tiến 58' - Đặng Văn Lắm 89' | Chi tiết | - Paollo Madeira Oliveira 42' (ph.đ.) | Sân vận động: Vinh      |  |

| 20 tháng 5 năm 2023 8 - GĐ1 | Sông Lam Nghệ An                        | 2–2               | Hồng Lĩnh Hà Tĩnh                       | Thành phố Vinh, Nghệ An                                          |  |
| 18:00                       | - Michael Olaha 60' - Jordy Soladio 71' | Chi tiết FPT Play | - Nguyễn Trung Học 45+4' - Zé Paulo 58' | Sân vận động: Vinh Lượng khán giả: 6.500 Trọng tài: Trần Văn Lập |  |

| 26 tháng 5 năm 2023 9 - GĐ1 | Công an Hà Nội                                                 | 2–1                     | Sông Lam Nghệ An                                                    | Đống Đa, Hà Nội                                                        |  |
| 19:15                       | - Lê Văn Đô 54' - Vũ Văn Thanh 58' - Jesus Silva Jhon Cley 66' | Chi tiết FPT Play, VTV5 | - Nguyễn Trọng Hoàng 13' - Phạm Xuân Mạnh 60' - Trần Đình Hoàng 60' | Sân vận động: Hàng Đẫy Lượng khán giả: 13,000 Trọng tài: Mai Xuân Hùng |  |

| 01 tháng 6 năm 2023 10 - GĐ1 | Viettel                                                         | 3–0                     | Sông Lam Nghệ An | Đống Đa, Hà Nội                                                      |  |
| 19:15                        | - Nguyễn Đức Chiến 39' - Nhâm Mạnh Dũng 54' - Dương Văn Hào 56' | Chi tiết FPT Play, VTV5 |                  | Sân vận động: Hàng Đẫy Lượng khán giả: 4.200 Trọng tài: Vũ Nguyên Vũ |  |

| 06 tháng 6 năm 2023 11 - GĐ1 | Sông Lam Nghệ An                                           | –                              | Thành phố Hồ Chí Minh                         | Thành phố Vinh, Nghệ An                                             |  |
| 18:00                        | - Jordy Soladio 18' - Mai Sỹ Hoàng 21' - Michael Olaha 24' | Chi tiết FPT Play, VTV5, TV360 | - Hoàng Vũ Samson 35' - Victor Mansaray 90+4' | Sân vận động: Vinh Lượng khán giả: 6.000 Trọng tài: Nguyễn Mạnh Hải |  |

| 25 tháng 6 năm 2023 12 - GĐ1 | Sông Lam Nghệ An   | 0–0                               | Topenland Bình Định                         | Thành phố Vinh, Nghệ An                                             |  |
| 18:00                        | - Mai Sỹ Hoàng 90' | Chi tiết FPT Play, VTV5TNB, TV360 | - Phạm Văn Thành 49' - Nghiêm Xuân Tú 90+3' | Sân vận động: Vinh Lượng khán giả: 6.000 Trọng tài: Trần Đình Thịnh |  |

| 2 tháng 7 năm 2023 13 - GĐ1 | Hà Nội | 0–1                            | Sông Lam Nghệ An                          | Đống Đa, Hà Nội                                                      |  |
| 17:00                       |        | Chi tiết FPT Play, VTV5, TV360 | - Đinh Xuân Tiến 62' - Mai Sỹ Hoàng 90+2' | Sân vận động: Hàng Đẫy Lượng khán giả: 9.000 Trọng tài: Trần Văn Lập |  |

##### Giai đoạn 2
| 15 tháng 7 năm 2023 1 - GĐ2 | Sông Lam Nghệ An | 2–0                                    | Thành phố Hồ Chí Minh                                           | Thành phố Vinh, Nghệ An                                              |  |
| 18:00                       | - Phạm Xuân Mạnh 26' - Trần Đình Tiến 32' - Trần Đình Hoàng 56' - Đinh Xuân Tiến 68' - Trần Mạnh Quỳnh 80' - Phan Xuân Đại 90+3' | Chi tiết FPT Play, TV360, HTV Thể thao | - Nguyễn Minh Trung 8' - Bùi Ngọc Long 61' - Uông Ngọc Tiến 90' | Sân vận động: Vinh Lượng khán giả: 2.500 Trọng tài: Nguyễn Viết Duẩn |  |

| 23 tháng 7 năm 2023 2 - GĐ2 | Khánh Hòa                                                                                        | 3–1                      | Sông Lam Nghệ An                                           | Nha Trang, Khánh Hòa                                                        |  |
| 17:00                       | - Phạm Trùm Tỉnh 9' - Trần Đình Kha 14' - Yago Ramos 37' - Lê Tiến Anh 42' - Đoàn Công Thành 73' | Chi tiết FPT Play, TV360 | - Quế Ngọc Hải 18' - Michael Olaha 42' - Jordy Soladio 66' | Sân vận động: 19 tháng 8 Lượng khán giả: 5.000 Trọng tài: Nguyễn Trung Kiên |  |

| 29 tháng 7 năm 2023 3 - GĐ2 | Sông Lam Nghệ An   | 0–2                      | Becamex Bình Dương                           | Thành phố Vinh, Nghệ An                                              |  |
| 18:00                       | - Trần Nam Hải 23' | Chi tiết FPT Play, TV360 | - Nguyễn Tiến Linh 3' - Nguyễn Thành Lộc 85' | Sân vận động: Vinh Lượng khán giả: 2.000 Trọng tài: Hoàng Thanh Bình |  |

| 05 tháng 8 năm 2023 4 - GĐ2 | SHB Đà Nẵng                                    | 0–1                      | Sông Lam Nghệ An     | Quận Cẩm Lệ, Đà Nẵng                                                     |  |
| 17:00                       | - Phạm Đình Duy 76' - Giang Trần Quách Tân 81' | Chi tiết FPT Play, TV360 | - Đinh Xuân Tiến 84' | Sân vận động: Hòa Xuân Lượng khán giả: 10.000 Trọng tài: Nguyễn Mạnh Hải |  |

| 11 tháng 8 năm 2023 5 - GĐ2 | Sông Lam Nghệ An                                                                                     | 1–0                      | Hoàng Anh Gia Lai                                                        | Thành phố Vinh, Nghệ An                                        |  |
| 17:00                       | - Trần Mạnh Quỳnh 32' - Hồ Khắc Lương 45' - Phan Xuân Đại 56' - Trần Nam Hải 79' - Vương Văn Huy 90' | Chi tiết FPT Play, TV360 | - Châu Ngọc Quang 56' - Trần Thanh Sơn 82' - Lê Văn Sơn 90+3' (hết trận) | Sân vận động: Vinh Lượng khán giả: 5.000 Trọng tài: Đỗ Anh Đức |  |

### Cúp quốc gia
| tháng 4 năm 2023 Vòng loại                                                              | Sông Lam Nghệ An                                                  | 1–1 (3–4 p)                                                                             | Quảng Nam                                                      | Thành phố Vinh, Nghệ An                                            |  |
| 18:00                                                                                   | - Trần Đình Hoàng 5' - Nguyễn Trọng Hoàng 11' - Bùi Đình Châu 53' | Chi tiết FPT Play                                                                       | - Trần Hữu Đông Triều 8' - Lê Văn Hưng 35' - Nguyễn Văn Ka 64' | Sân vận động: Vinh Lượng khán giả: 1.000 Trọng tài: Dương Hữu Phúc |  |
|                                                                                         |                                                                   | Loạt sút luân lưu                                                                       |                                                                |                                                                    |  |
| - Quế Ngọc Hải - Phạm Xuân Mạnh - Nguyễn Trọng Hoàng - Trần Mạnh Quỳnh - Đinh Xuân Tiến |                                                                   | - Nguyễn Đinh Bắc - Trần Hoàng Hưng - Trần Hữu Đông Triều - Phạm Hoàng Lâm - Trần Thành |                                                                |                                                                    |  |

## Thống kê mùa giải

### Thống kê đội hình
| Số       | VT      | QT       | Cầu thủ            | Tổng số | Tổng số | V.League | V.League | Cúp Quốc gia | Cúp Quốc gia |         |         |         |         |
| Số       | VT      | QT       | Cầu thủ            | Trận    | Bàn     | Trận     | Bàn      | Trận         | Bàn          |         |         |         |         |
| Thủ môn  | Thủ môn | Thủ môn  | Thủ môn            | Thủ môn | Thủ môn | Thủ môn  | Thủ môn  | Thủ môn      | Thủ môn      | Thủ môn | Thủ môn | Thủ môn | Thủ môn |
| -------- | ------- | -------- | ------------------ | ------- | ------- | -------- | -------- | ------------ | ------------ | ------- | ------- | ------- | ------- |
| 1        | TM      | Việt Nam | Nguyễn Văn Việt    | 9       | 0       | 9        | 0        | 0            | 0            |         |         |         |         |
| 18       | TM      | Việt Nam | Nguyễn Văn Hoàng   | 5       | 0       | 4        | 0        | 1            | 0            |         |         |         |         |
| 25       | TM      | Việt Nam | Trần Văn Tiến      | 6       | 0       | 5        | 0        | 0+1          | 0            |         |         |         |         |
| Hậu vệ   |         |          |                    |         |         |          |          |              |              |         |         |         |         |
| 2        | HV      | Việt Nam | Vương Văn Huy      | 11      | 0       | 6+5      | 0        | 0            | 0            |         |         |         |         |
| 3        | HV      | Việt Nam | Quế Ngọc Hải       | 18      | 0       | 16+1     | 0        | 1            | 0            |         |         |         |         |
| 5        | HV      | Việt Nam | Lê Văn Thành       | 3       | 0       | 2        | 0        | 1            | 0            |         |         |         |         |
| 24       | HV      | Việt Nam | Hồ Khắc Lương      | 4       | 0       | 2+2      | 0        | 0            | 0            |         |         |         |         |
| 30       | HV      | Việt Nam | Hồ Văn Cường       | 12      | 0       | 8+3      | 0        | 1            | 0            |         |         |         |         |
| 33       | HV      | Litva    | Vytas Gašpuitis    | 16      | 1       | 16       | 1        | 0            | 0            |         |         |         |         |
| 66       | HV      | Việt Nam | Trần Đình Hoàng    | 15      | 0       | 13+1     | 0        | 1            | 0            |         |         |         |         |
| 79       | HV      | Việt Nam | Mai Sỹ Hoàng       | 11      | 0       | 8+3      | 0        | 0            | 0            |         |         |         |         |
| 86       | HV      | Việt Nam | Thái Bá Sang       | 9       | 0       | 6+3      | 0        | 0            | 0            |         |         |         |         |
| Tiền vệ  |         |          |                    |         |         |          |          |              |              |         |         |         |         |
| 4        | TV      | Việt Nam | Bùi Đình Châu      | 5       | 0       | 1+3      | 0        | 1            | 0            |         |         |         |         |
| 6        | TV      | Việt Nam | Hồ Sỹ Sâm          | 2       | 0       | 0+2      | 0        | 0            | 0            |         |         |         |         |
| 7        | TV      | Việt Nam | Phạm Xuân Mạnh     | 18      | 0       | 17       | 0        | 1            | 0            |         |         |         |         |
| 9        | TV      | Việt Nam | Nguyễn Trọng Hoàng | 18      | 2       | 17       | 1        | 1            | 1            |         |         |         |         |
| 11       | TV      | Việt Nam | Trần Mạnh Quỳnh    | 11      | 1       | 4+6      | 1        | 0+1          | 0            |         |         |         |         |
| 14       | TV      | Việt Nam | Nguyễn Văn Việt    | 4       | 0       | 1+3      | 0        | 0            | 0            |         |         |         |         |
| 15       | TV      | Việt Nam | Trần Đình Tiến     | 12      | 0       | 5+6      | 0        | 1            | 0            |         |         |         |         |
| 17       | TV      | Việt Nam | Trần Nam Hải       | 12      | 1       | 9+2      | 1        | 0+1          | 0            |         |         |         |         |
| 22       | TV      | Việt Nam | Nguyễn Xuân Bình   | 0       | 0       | 0        | 0        | 0            | 0            |         |         |         |         |
| 23       | TV      | Việt Nam | Đinh Xuân Tiến     | 18      | 4       | 8+9      | 4        | 1            | 0            |         |         |         |         |
| 27       | TV      | Việt Nam | Nguyễn Văn Bách    | 4       | 0       | 1+2      | 0        | 1            | 0            |         |         |         |         |
| 37       | TV      | Việt Nam | Đặng Văn Lắm       | 11      | 0       | 5+6      | 0        | 0            | 0            |         |         |         |         |
| Tiền đạo |         |          |                    |         |         |          |          |              |              |         |         |         |         |
| 19       | TĐ      | Nigeria  | Michael Olaha      | 18      | 4       | 18       | 4        | 0            | 0            |         |         |         |         |
| 20       | TĐ      | Việt Nam | Ngô Văn Lương      | 8       | 0       | 3+5      | 0        | 0            | 0            |         |         |         |         |
| 21       | TĐ      | Việt Nam | Phan Xuân Đại      | 5       | 1       | 0+4      | 1        | 0+1          | 0            |         |         |         |         |
| 28       | TĐ      | Việt Nam | Hồ Phúc Tịnh       | 1       | 0       | 0+1      | 0        | 0            | 0            |         |         |         |         |
| 98       | TĐ      | Bỉ       | Jordy Soladio      | 14      | 5       | 14       | 5        | 0            | 0            |         |         |         |         |

Nguồn: Các trận đấu

### Cầu thủ ghi bàn
| #                                | Cầu thủ                          | V.League 1 | Cúp Quốc gia | Tổng cộng |
| -------------------------------- | -------------------------------- | ---------- | ------------ | --------- |
| 1                                | Jordy Soladio                    | 4          | 0            | 4         |
| 2                                | Michael Olaha                    | 3          | 0            | 3         |
| 3                                | Nguyễn Trọng Hoàng               | 1          | 1            | 2         |
| 4                                | Trần Nam Hải                     | 1          | 0            | 1         |
| 4                                | Vytas Gašpuitis                  | 1          | 0            | 1         |
| 4                                | Đinh Xuân Tiến                   | 1          | 0            | 1         |
| Cầu thủ đối phương phản lưới nhà | Cầu thủ đối phương phản lưới nhà | 0          | 0            | 0         |
| Tổng cộng                        | Tổng cộng                        | 11         | 1            | 12        |

### Cầu thủ kiến tạo
| #         | Cầu thủ            | V.League 1 | Cúp Quốc gia | Tổng cộng |
| --------- | ------------------ | ---------- | ------------ | --------- |
| 1         | Phạm Xuân Mạnh     | 5          | 0            | 5         |
| 2         | Michael Olaha      | 2          | 0            | 2         |
| 3         | Quế Ngọc Hải       | 1          | 0            | 1         |
| 3         | Nguyễn Trọng Hoàng | 1          | 0            | 1         |
| 3         | Hồ Văn Cường       | 0          | 1            | 1         |
| Tổng cộng | Tổng cộng          | 9          | 1            | 10        |

### Thủ môn giữ sạch lưới
| #         | Cầu thủ          | V.League 1 | Cúp Quốc gia | Tổng cộng |
| --------- | ---------------- | ---------- | ------------ | --------- |
| 1         | Trần Văn Tiến    | 1          | 0            | 1         |
| 2         | Nguyễn Văn Việt  | 0          | 0            | 0         |
| 2         | Nguyễn Văn Hoàng | 0          | 0            | 0         |
| Tổng cộng | Tổng cộng        | 1          | 0            | 1         |

### Thẻ phạt
| #         | Cầu thủ         | Số áo     | Vị trí    | V.League 1 | V.League 1 | Cúp Quốc gia | Cúp Quốc gia | Tổng cộng | Tổng cộng |
| #         | Cầu thủ         | Số áo     | Vị trí    | Thẻ vàng   | Thẻ đỏ     | Thẻ vàng     | Thẻ đỏ       | Thẻ vàng  | Thẻ đỏ    |
| --------- | --------------- | --------- | --------- | ---------- | ---------- | ------------ | ------------ | --------- | --------- |
| 1         | Michael Olaha   | 19        | TĐ        | 2          |            |              |              | 2         |           |
| 2         | Bùi Đình Châu   | 4         | TV        | 1          |            |              |              | 1         |           |
| 2         | Phạm Xuân Mạnh  | 7         | TV        | 1          |            |              |              | 1         |           |
| 2         | Ngô Văn Lương   | 20        | TĐ        | 1          |            |              |              | 1         |           |
| 2         | Vytas Gašpuitis | 33        | HV        | 1          |            |              |              | 1         |           |
| 2         | Đặng Văn Lắm    | 37        | TV        | 1          |            |              |              | 1         |           |
| 2         | Trần Đình Hoàng | 66        | HV        | 1          |            |              |              | 1         |           |
| 2         | Thái Bá Sang    | 86        | HV        | 1          |            |              |              | 1         |           |
| Tổng cộng | Tổng cộng       | Tổng cộng | Tổng cộng | 9          | 0          | 0            | 0            | 9         | 0         |